# بارتلد گئورگ نیبور
بارتلد گئورگ نیبور (آلمانی: Barthold Georg Niebuhr؛ ۲۷ اوت ۱۷۷۶ – ۲ ژانویهٔ ۱۸۳۱) یک مورخ، و سیاست‌مدار اهل آلمان بود.